# 国鉄ED11形電気機関車

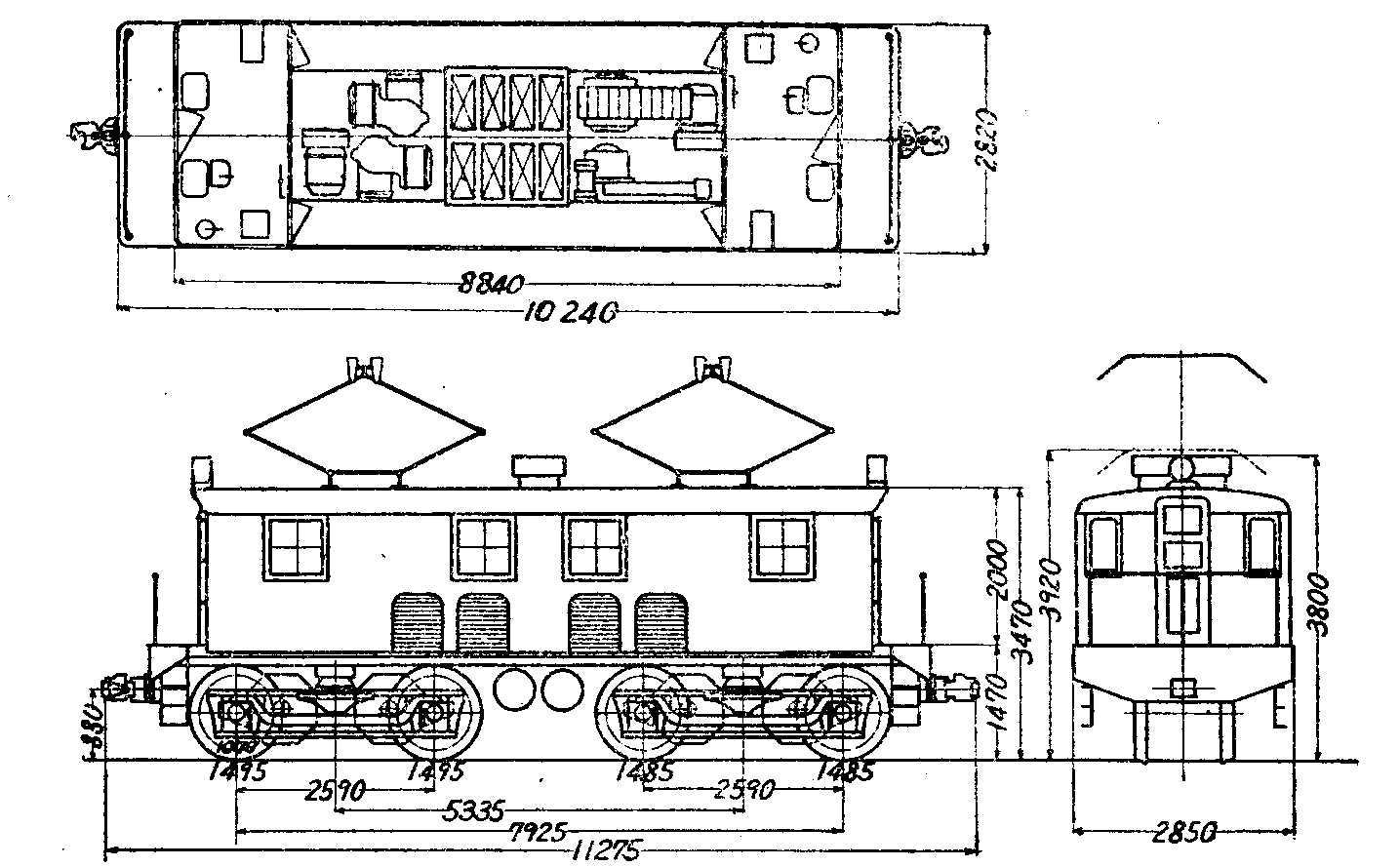
形式図

国鉄ED11形電気機関車（こくてつED11がたでんききかんしゃ）は、日本国有鉄道（国鉄）の前身である鉄道省が1923年（大正12年）に輸入した直流用電気機関車である。

## 概要
東海道本線電化用として、アメリカのゼネラル・エレクトリック（General Electric/GE）で2両が製造された。当初は1010形（1010・1011）と呼称されたが、1928年（昭和3年）10月の車両形式称号規程改正によりED11形 （ED11 1・ED11 2）に形式番号が改められた。

## 構造
箱形車体の前後にデッキを有しており、屋根上に2基のパンタグラフを搭載する。同時期に輸入されたイギリス製僚機に比べ無骨さは影を潜めている。側窓は田の字型で、前面中央の出入口と左右の前面窓の間に砂箱と短い梯子が設けられている。このため前面窓は横幅が狭く細長となっている。
後に輸入されたED14形に外観・性能とも極めてよく似ているが、台車の構造はイコライザ式台車で牽引力は台車から心皿・台枠・車体を経て連結器に伝えられる方式を採用し、板台枠台車と連結器のみで牽引力を伝達するED14形とは方式を異にしている。このためED14形では連結器が台車に取り付けられているのに対して、本形式では連結器が車体部分に取り付けられている。
1951年（昭和26年）に国鉄標準機器に載せ替え、砂箱が台車部分に移設されて梯子も撤去され、前面窓も横幅が広げられて原形を喪失した。

## 運用・保存
東海道本線・横須賀線・伊東線で運用された。

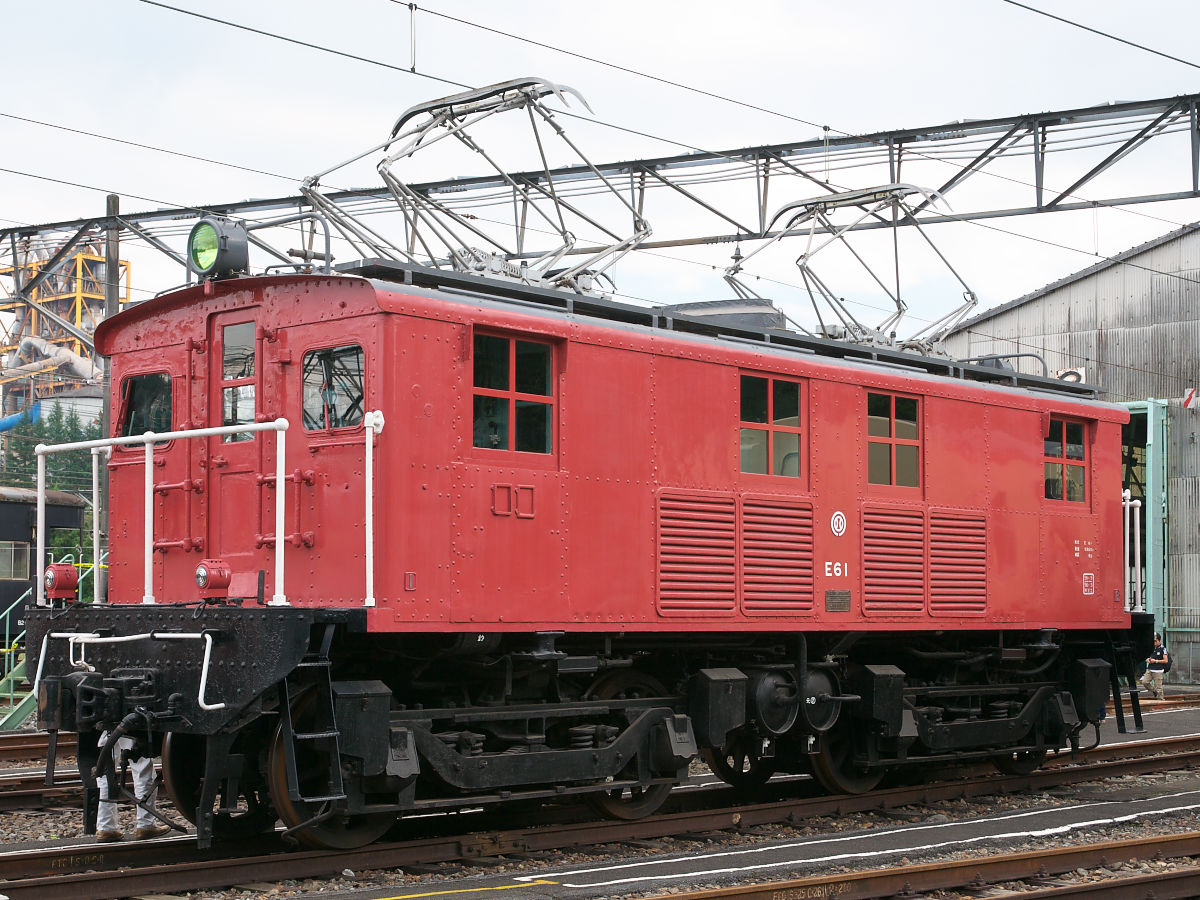
西武鉄道E61
（元・ED11 1）

1は1960年（昭和35年）に廃車され、西武鉄道に譲渡されて同社のE61形（E61）になった。西武では、貨物列車の牽引用に使用されたが、E31形の導入により1987年（昭和62年）に廃車になった。廃車後、横瀬車両基地に静態保存されている。
2は浜松工場の入換機に転用され長らく使用されたが、1976年にED18 2に代替されて休車となった。その後は同工場で保管されたのち、1991年（平成3年）に開館した佐久間レールパークに静態保存された。佐久間レールパークの閉館に伴い2011年（平成23年）に名古屋市港区に開館したリニア・鉄道館に移され展示されている。